# Bouéni
Bouéni – miasto w południowo-zachodniej części Majotty (zbiorowość zamorska Francji). Według danych szacunkowych na rok 2017 liczy 6189 mieszkańców. Ośrodek przemysłowy.